# István Karácsonyi
István Karácsonyi (n. 10 iulie 1908, Arad, Austro-Ungaria – d. 9 noiembrie 1963, Luciu, Gura Ialomiței, Ialomița, România) a fost un călugăr romano-catolic minorit, condamnat la muncă forțată în anul 1958 în Procesul Szoboszlay.
István Karácsonyi a murit în cursul detenției la colonia de muncă forțată Luciu-Giurgeni.